# Baie du Massachusetts
La baie du Massachusetts est l'une des plus grandes baies de l'océan Atlantique et elle constitue la forme caractéristique de la côte de l'État américain du Massachusetts. La baie est fermée au nord par le cap Ann ; le point le plus occidental au fond de la baie est Boston Harbor et la ville de Boston. Juste au sud de la baie du Massachusetts se trouve la baie de Cape Cod.
Parfois la baie de Cape Cod est considérée comme faisant partie de la baie de Massachusetts, dans cette interprétation le nom de « baie du Massachusetts » comprend l'intégralité du rectangle compris entre le cap Ann et le cap Cod. 
La baie du Massachusetts n'est elle-même que le coin sud du golfe du Maine, qui englobe toute la zone maritime comprise entre le cap Cod et la Nouvelle-Écosse.
La baie a donné son nom à la colonie de la baie du Massachusetts, l'une des deux colonies fondées avant la création de l'État du Massachusetts.
La baie du Massachusetts est l'une des baies du Massachusetts qui valut à cet état le nom de Bay State. Les autres baies sont la baie de Narragansett, la baie de Buzzards et la baie de Cape Cod.